# Ceropachylus singularis
Ceropachylus singularis is een hooiwagen uit de familie Gonyleptidae.